# Michaël Jeremiasz
Michaël Jeremiasz (* 15. Oktober 1981 in Paris) ist ein ehemaliger französischer Rollstuhltennisspieler.

## Karriere
Michaël Jeremiasz war sowohl im Einzel als auch im Doppel aktiv. In beiden Disziplinen führte er die Weltrangliste an: Im Einzel gelang ihm dies erstmals 2005, im Doppel bereits 2004. Im Jahr 2005 war er zudem ITF Wheelchair World Champion. Bei Grand-Slam-Turnieren gewann er im Einzel die Australian Open 2006, beim Wheelchair Tennis Masters erreichte er 2004, 2005 und 2007 das Finale der Einzelkonkurrenz. Weitaus erfolgreicher war er im Doppel: Das Masters gewann er 2005, 2007, 2011 und 2015, außerdem verzeichnete er mehrere Grand-Slam-Siege. Die Australian Open gewann er 2013, die French Open 2007 und 2009, Wimbledon 2009 und 2012 und die US Open 2006 und 2013.
Bei den Paralympischen Spielen nahm Michaël Jeremiasz dreimal teil. 2004 gewann er in Athen Bronze im Einzel sowie Silber im Doppel. 2008 gewann er in Peking gemeinsam mit Stéphane Houdet die Goldmedaille im Doppel. Mit Houdet folgte 2012 in London im Doppel der Gewinn der Bronzemedaille.
2016 beendete er seine Karriere.